# Chambost-Allières
Chambost-Allières és un municipi francès situat al departament del Roine i a la regió d'Alvèrnia-Roine-Alps. L'any 2007 tenia 770 habitants.

## Demografia

### Població
El 2007 la població de fet de Chambost-Allières era de 770 persones. Hi havia 312 famílies de les quals 86 eren unipersonals (41 homes vivint sols i 45 dones vivint soles), 103 parelles sense fills, 98 parelles amb fills i 25 famílies monoparentals amb fills.
La població ha evolucionat segons el següent gràfic:
Habitants censats

### Habitatges
El 2007 hi havia 396 habitatges, 319 eren l'habitatge principal de la família, 47 eren segones residències i 31 estaven desocupats. 336 eren cases i 59 eren apartaments. Dels 319 habitatges principals, 224 estaven ocupats pels seus propietaris, 91 estaven llogats i ocupats pels llogaters i 4 estaven cedits a títol gratuït; 1 tenia una cambra, 23 en tenien dues, 75 en tenien tres, 91 en tenien quatre i 129 en tenien cinc o més. 222 habitatges disposaven pel capbaix d'una plaça de pàrquing. A 149 habitatges hi havia un automòbil i a 124 n'hi havia dos o més.

### Piràmide de població
La piràmide de població per edats i sexe el 2009 era:
| Homes | Edats   | Dones |
| ----- | ------- | ----- |
| 0     | 95 o +  | 0     |
| 0     | 90 a 94 | 4     |
| 4     | 85 a 89 | 4     |
| 0     | 80 a 84 | 8     |
| 20    | 75 a 79 | 24    |
| 4     | 70 a 74 | 16    |
| 16    | 65 a 69 | 16    |
| 4     | 60 a 64 | 12    |
| 24    | 55 a 59 | 8     |
| 24    | 50 a 54 | 36    |
| 40    | 45 a 49 | 20    |
| 16    | 40 a 44 | 40    |
| 16    | 35 a 39 | 8     |
| 12    | 30 a 34 | 8     |
| 8     | 25 a 29 | 12    |
| 24    | 20 a 24 | 12    |
| 24    | 15 a 19 | 36    |
| 16    | 10 a 14 | 44    |
| 20    | 5 a 9   | 16    |
| 24    | 0 a 4   | 8     |

## Economia
El 2007 la població en edat de treballar era de 475 persones, 363 eren actives i 112 eren inactives. De les 363 persones actives 333 estaven ocupades (184 homes i 149 dones) i 30 estaven aturades (14 homes i 16 dones). De les 112 persones inactives 42 estaven jubilades, 41 estaven estudiant i 29 estaven classificades com a «altres inactius».

### Ingressos
El 2009 a Chambost-Allières hi havia 332 unitats fiscals que integraven 777 persones, la mediana anual d'ingressos fiscals per persona era de 17.335 €.

### Activitats econòmiques
Dels 32 establiments que hi havia el 2007, 1 era d'una empresa extractiva, 1 d'una empresa alimentària, 1 d'una empresa de fabricació de material elèctric, 3 d'empreses de fabricació d'altres productes industrials, 9 d'empreses de construcció, 5 d'empreses de comerç i reparació d'automòbils, 2 d'empreses de transport, 2 d'empreses d'hostatgeria i restauració, 1 d'una empresa d'informació i comunicació, 1 d'una empresa financera, 2 d'empreses immobiliàries, 3 d'empreses de serveis i 1 d'una empresa classificada com a «altres activitats de serveis».
Dels 11 establiments de servei als particulars que hi havia el 2009, 1 era una oficina de correu, 1 taller de reparació d'automòbils i de material agrícola, 3 paletes, 2 guixaires pintors, 1 lampisteria, 1 perruqueria i 2 restaurants.
Dels 2 establiments comercials que hi havia el 2009, 1 era una fleca i 1 una botiga de roba.
L'any 2000 a Chambost-Allières hi havia 17 explotacions agrícoles que ocupaven un total de 605 hectàrees.

## Equipaments sanitaris i escolars
El 2009 hi havia una escola elemental.

## Poblacions més properes
El següent diagrama mostra les poblacions més properes.